# Limenitis timorica
Limenitis timorica är en fjärilsart som beskrevs av Hans Fruhstorfer 1913. Limenitis timorica ingår i släktet Limenitis och familjen praktfjärilar. Inga underarter finns listade i Catalogue of Life.